# 冀南军区

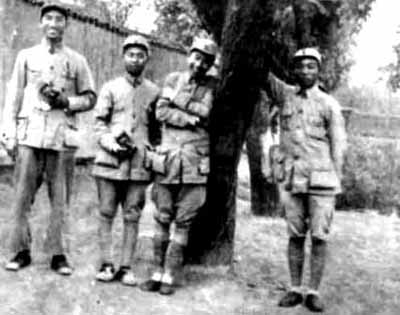
徐向前与115师东进抗日挺进纵队负责人在河北南宫的合影，左起为徐向前、符竹庭、宋任穷、肖华

冀南军区，也称冀南抗日根据地，由中国共产党及其领导的八路军129师、115师组成，宋任穷、徐向前等人创建，为河北地区中共主要抗日力量。

## 编制及历史
1938年4月，冀南军区成立，宋任穷任司令员，参谋长文建武，政治部主任王光华。其下辖五个军分区：
- 第一军分区司令员徐绍恩，政委李林；
- 第二军分区司令员周光策，政委余品轩；
- 第三军分区司令员宋树权，政委周发田；
- 第四军分区司令员余伦胜，政委王心高；
- 第五军分区司令员葛桂斋。

1940年6月，129师整编，陈再道任冀南军区副司令员，刘志坚任政治部主任。下辖6个军分区：
- 第一军分区司令员桂干生，政委刘志朝；
- 第二军分区司令员吴成忠，政委王贵德；
- 第三军分区司令员高厚良，政委李定灼；
- 第四军分区司令员杨宏明；
- 第五军分区司令员赵义京，政委杨树根；
- 第六军分区司令员邹国厚，政委陈祖盛。

1944年5月11日，冀南军区与冀鲁豫军区合并。1945年10月，又重建冀南军区。此后为晋冀鲁豫军区的四个二级军区之一。司令员为杜义德，政委李菁玉，副司令员王光华，副政委兼政治部主任刘志坚，副政委马国瑞，参谋长陈明义。下辖第七至第十一军分区：
- 第七军分区司令员白云，政委许梦侠；
- 第八军分区司令员李定灼，政委赵一民；
- 第九军分区司令员张维翰，政委李福祥；
- 第十军分区司令员王蕴瑞，政委江明；
- 第十一军分区司令员刘福胜，政委陈登昆；
- 独立四旅旅长孙仁道，政委杨树根。

1947年6月，晋冀鲁豫军区整编后，新的冀南军区司令员为徐深吉，政委为王从吾。
1948年，冀南军区划归华北军区建制，主力部队组建华北野战军第十四纵队。
1949年8月，冀南军区撤销番号。